# Dolnorychnovský potok
Dolnorychnovský potok je pravostranným přítokem Ohře v Sokolovské pánvi v okrese Sokolov v Karlovarském kraji. Délka toku měří 3 km. Plocha jeho povodí měří 4,7 km².

## Průběh toku
Potok pramení nad jihovýchodním okrajem obce Dolní Rychnov pod rekultivovanou výsypkou Silvestr. Za jeho pramen se považuje zaústění drobných vodotečí, odvodňujících západní část výsypky. V minulosti byl však potok delší, protékal územím, kde v období 1939 až 1981 probíhala těžba uhlí lomem Silvestr a později vznikla rekultivovaná výsypka Silvestr. Podle zákresu v historických mapách Sokolovského uhelného revíru pramenil potok na svazích Slavkovského lesa a do Dolního Rychnova přitékal přes již neexistující Horní Rychnov. Potok protéká Dolním Rychnovem od východu k západu až k silnicí, spojující obec s městem Sokolov. Odtud teče potok severním směrem v zatrubněném úseku do Sokolova, částečně pod výsypkou Antonín. V Sokolově se pod lávkou pro pěší, tzv. Krajcarovo lávkou, vlévá do Ohře na jejím 197,5 říčním kilometru.